# Umberto Barbaresi
Umberto Barbaresi (Mergo, 2 giugno 1926 – Massa, 5 aprile 2011) è stato un politico italiano.

## Biografia
Esponente del Partito Socialista Italiano nella provincia di Massa-Carrara, è stato per molti anni consigliere comunale nel capoluogo.
Venne eletto sindaco di Massa una prima volta nel marzo 1968, alla guida di una coalizione che comprendeva i socialisti e il Partito Comunista Italiano, la prima giunta di sinistra a Massa. Il tentativo delle due forze di governare insieme terminò nell'aprile dell'anno successivo, quando il comune venne commissariato nella persona di Salvatore Ricceri.
Barbaresi ricoprì poi la carica di assessore nella giunta presieduta da Ennio Fialdini dal 1970 al 1975, e fu poi vicesindaco per Silvio Tongiani dal 1975 al 1980. Eletto nuovamente sindaco nell'agosto 1980 e appoggiato da socialisti, comunisti e socialdemocratici, rimase alla guida dell'amministrazione comunale fino al settembre 1985. Fu in seguito per un breve periodo assessore all'urbanistica e fu ancora consigliere comunale dal 1990 al 1994, anno in cui si ritirò dalla politica.
Morì la mattina del 5 aprile 2011 nella sua abitazione in via Marconi a Massa.